# Torre Glòries
La Torre Glòries, precedentemente chiamata Torre Agbar (acronimo di Aguas de Barcelona), è un grattacielo situato vicino alla Plaça de les Glòries Catalanes, nel distretto di Sant Martí a Barcellona.

## Storia
Progettato dall'architetto francese Jean Nouvel, è stato inaugurato il 16 settembre 2005, ancorché già aperto dal giugno 2005, nel quadro di un progetto più ampio di rinnovamento e riqualificazione dell'area circostante a Plaça de les Glòries Catalanes, come la nuova grande stazione interlinea della metropolitana o la rotonda sotterranea di Avinguda Meridiana.
Secondo Jean Nouvel, la forma della torre è stata ispirata ai caratteristici pinnacoli del Montserrat che circondano Barcellona e dalla forma di un geyser d'acqua che si innalza verso il cielo.

## Descrizione
L'edificio dispone di 30.000 m² dedicati ad uffici, 3.210 m² di servizi e installazioni tecniche, e altri 8.350 m² per servizi di vario genere, tra i quali un auditorio.
La Torre è alta 144 metri, con 38 piani di cui 4 sotterranei, ed è il terzo edificio più alto della città dopo il grattacielo l'Hotel Arts e la Torre Mapfre.
La Torre Agbar dispone di 4.500 dispositivi luminosi che utilizzano la tecnologia LED e che permettono la creazione di immagini luminose su tutta la superficie dell'edificio. Dispone inoltre di sensori di temperatura esterna che regolano automaticamente l'apertura e la chiusura delle persiane di vetro dell'edificio, riducendo in questa maniera il consumo di energia per la climatizzazione.
È di proprietà dell'immobiliare Laietana ed era sede del Gruppo Agbar.